# Glory Johnson
Glory Bassey Johnson (Colorado Springs, Colorado, 27 juli 1990) is een Amerikaans basketbalspeelster. Zij won met het Amerikaans basketbalteam één keer een gouden medaille tijdens de Universiade. Ze heeft een Montenegrijns paspoort en het nationale team van Montenegro  vertegenwoordigd.
Johnson speelde voor het team van de University of Tennessee, voordat zij in 2012 haar WNBA-debuut maakte bij Tulsa Shock, nu (na de team verhuizing in 2016) Dallas Wings. In 2020 begon ze bij Atlanta Dream aan haar 8e seizoen in de WNBA.
Buiten de WNBA seizoenen speelde ze in Rusland, Hongarije, Israël, Turkije en China. Sinds 2022 komt zij in Istanbul uit voor Beşiktaş.

## Privé
Op 14 augustus 2014 maakte Johnson bekend dat ze verloofd was met WNBA speler Brittney Griner. Op 22 april 2015 werden beide vrouwen gearresteerd, omdat ze elkaar fysiek hadden aangevallen, nadat de politie een ruzie tussen de twee had onderbroken in hun huis in Goodyear, Arizona. Beiden liepen bij het incident lichte verwondingen op. Niettemin bleven ze bij elkaar en trouwden op 8 mei 2015. Op 4 juni 2015 werd aangekondigd dat Johnson zwanger was en dat ze het WNBA-seizoen 2015 zou missen. Een dag later diende Griner een verzoek tot nietigverklaring van het huwelijk in, dat werd afgewezen. De scheiding werd in juni 2016 afgerond.